# Vall de l'Ubaia
La vall de l'Ubaia (localment Valéia, anteriorment vall de la Barceloneta) és una vall situada al departament dels Alps d'Alta Provença que té aproximadament uns 7.700 habitants, anomenats pels francesos ubayens i localment valeians. La vila principal de la vall és Barceloneta de Provença, capçalera de la subprefectura.